# Roland Opitz
Roland Opitz (geb. 23. Mai 1934 in Stollberg/Erzgeb.; gest. 1. Januar 2015) war ein deutscher Slawist und Literaturwissenschaftler.

## Leben
Er studierte Slawistik in Leipzig und Moskau und war später Professor für Russische Literatur und Literaturtheorie an der Karl-Marx-Universität Leipzig. Von 1987 bis 1990 war er Verlagsleiter von Reclam in Leipzig. Von 1990 bis 1997 war er außerordentlicher Professor für Russische Literatur am Institut für Slawistik der Humboldt-Universität Berlin. Von 1999 war er 2003 Präsident der Deutschen Dostojewskij-Gesellschaft.